# Zhongyuan

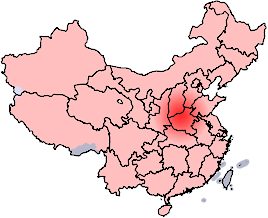
Pianura Centrale

La Pianura Centrale o Zhongyuan (cinese: 中原S, ZhōngyuánP) o Zhongzhou (中州S, ZhōngzhōuP) o Zhongtu (中土S, ZhōngtǔP) è l'area sul tratto inferiore del Fiume Giallo che costituì la culla della civiltà cinese. Forma parte della Pianura Settentrionale della Cina.
Nella sua accezione più stretta, la Pianura Centrale copre l'odierno Henan, la parte meridionale dell'Hebei, la parte meridionale dello Shanxi e la parte occidentale della provincia di Shandong. Un'interpretazione più ampia dell'estensione della Pianura Centrale aggiungerebbe la pianura di Shaanxi nel Guanzhong, la parte nord-occidentale del Jiangsu, dell'Anhui e dell'Hebei settentrionale.
Fin dalle prime testimonianze storiche scritte, la Pianura Centrale è stata un importante sito per la civiltà cinese. 
Nell'era precedente alla dinastia Qin, l'attuale Luoyang e le sue aree limitrofe furono considerate il "Centro del Mondo", poiché la sede politica della dinastia Xia era localizzata intorno al Sōngshān e al bacino del fiume Yi-Luo.
Le iscrizioni su alcuni oggetti di bronzo di questa era contengono riferimenti agli "Stati Centrali" (Zhongguo), agli "Stati Orientali" o agli "Stati Meridionali". La Pianura Centrale corrispondeva appunto agli "Stati Centrali" richiamati in queste iscrizioni.
Il Libro dei Song, la storia ufficiale della dinastia Song, afferma: "Nel nord-ovest sorsero antichi imperatori di grande abilità, che furono in grado di conquistare la Pianura Centrale e poi di occupare il sud-est." Anche Zhuge Liang, a noto stratega militare del periodo dei Tre Regni, affermò che "avrebbe condotto un esercito a conquistare la Pianura Centrale". Tutti questi elementi sottolineano il fatto che la Pianura Centrale fosse di importanza sia politica che strategica. Questa potrebbe la ragione per la quale molte dinastie posteriori scelsero Luoyang e Kaifeng nella Pianura Centrale come loro capitali.